# Baba Love
Albums de Arthur H
Mystic Rumba
(2010)
Baba Love est un album de Arthur H sorti en 2011, où le Titanic croise Barbarella et Jean-Michel Basquiat. Il comprend cinq duos : Le paradis il est chinois et Basquiat avec Saul Williams, également coauteur de ces deux titres, La Beauté de l'amour avec Izia, L'Arc en ciel avec Claire Farah (également présente sur Give Me Up et Le paradis il est chinois) et L'Ivresse des hauteurs avec Jean-Louis Trintignant. Parmi les musiciens : Aymeric Westrich et Alexander Angelov des groupes Aufgang et Cassius, et Vincent Taurelle, pianiste du groupe Air. 

## Liste des morceaux
Paroles et musiques d'Arthur H, sauf indication contraire.
| No  | Titre                     | Auteur        | Durée |
| --- | ------------------------- | ------------- | ----- |
| 1.  | Cheval de feu             |               | 3:03  |
| 2.  | Ulysse et Calypso         |               | 2:49  |
| 3.  | Give me up                |               | 3:42  |
| 4.  | Le paradis il est chinois |               | 3:23  |
| 5.  | La Beauté de l'amour      |               | 3:23  |
| 6.  | Dis-moi tout              |               | 5:02  |
| 7.  | Prendre corps             | Ghérasim Luca | 8:08  |
| 8.  | Baba Love                 |               | 4:10  |
| 9.  | Basquiat                  |               | 5:03  |
| 10. | L'Arc en ciel             |               | 3:56  |
| 11. | Un rayon de soleil        |               | 2:58  |
| 12. | L'Ivresse des hauteurs    |               | 12:06 |